# Dock, Apple
Dock är en del av operativsystemet IOS och en del av operativsystemet Mac OS som finns för Mac-datorer, Ipad och Iphone samt Ipod touch. Dessa är utvecklade och tillverkade samt designade av det amerikanska datorföretaget Apple. Dockan sitter längst nere på skärmen (man kan dock ändra det om man vill ha den på sidan) och hjälper användaren att få tillgång till applikationer snabbt, den är alltid synlig på skärmen då program och fönster anpassas efter den. Dockan har så kallade "separatorer" som hjälper användaren att sortera sina appar i den. På Iphone kan man endast ha fyra applikationer eller mindre på dockan samtidigt, men på Mac-datorer kan man i princip ha hur många som helst. På Ipad kan man ha 6 stycken.

## Historia
Dockan uppfanns med Apples operativsystem Mac OS (från 2001). Den fanns inte alls i operativsystemen Mac OS 9 och tidigare. Dock fanns en liknande funktion i Mac OS 9. Apple har år 2007, när de lanserade Iphone och Ipod touch, valt att integrera dockan i operativsystemet och sedan 2010 finns den även i samma version som på senare versioner av Mac OS X, i spegelliknanade form. Apple integrerade den också i Ipad.
Andra företag såsom Microsoft och vanliga privatpersoner har inspirerats av dockan. Microsoft använder sig av en liknande komponent i sina operativsystem Windows Vista och Windows 7. Men dock så kan man inte växla mellan applikationer i den, utan där finner man  Widgets såsom ränta, klocka, RSS-feeds, väder m.m.
Privatpersoner på internet har även utvecklat betaversioner av liknelser till dockan i Mac OS X, till exempel RK Launcher och RocketDock.

## Design
Dockans design i de nyare versionerna av Apples operativsystem (IOS och Mac OS  10.5 samt 10.6) har dockan en 3D-baserad design som liknar en spegel; applikationerna man fäster i den speglar sig i den. Detta skiljer sig från de tidigare operativsystemen (Iphone OS 3, Mac OS X 10.4 och tidigare) som hade en abstrakt form som inte var genomskinlig på Iphone, men ändå genomskinlig på Mac.

### På Mac OS X
Längst till höger sitter Papperskorgen, dit man kan dra dokument, filer och program om man vill radera dem. Ett snäpp till vänster finner man Systeminställningar, där man kan ändra inställningar på Macen. Längst till vänster sitter Finder-rutan, där man kan trycka för att bläddra i sina mappar. Denna ikon och Papperskorg- ikonen är de enda ikonerna som är oflyttbara, det vill säga att man inte kan flytta runt dem i dockan eller radera dem.

### På Iphone och Ipod touch
På Iphone och Ipod touch med det nyare operativsystemet IOS 4 har dockan en spegelform och är tredimensionell. Telefonen kommer med fyra standardprogram i dockan - (från vänster till höger) Telefon, Safari, Mail och Ipod. På Ipod touch är det Musik, Safari, Mail och Videor. Detta gäller alla versioner av IOS. 

### På Ipad
Ipad har som Iphone och Ipod touch också IOS installerat, men i en specialutvecklad version som använder hela Ipadens stora 9,7" skärm. Dock har Ipad aldrig haft en tvådimensionell docka då den första anpassade versionen av IOS var 3.2, den sista versionen av Iphone OS 3. I och med version 4 har Apple valt att byta namn från Iphone OS till IOS och gav då också "spegel"- dockan till Iphone och Ipod touch. När en Ipad med IOS 4 för första gången startas sitter det fyra appar i dockan - (från vänster till höger) Safari, Mail, Bilder och Ipod. Sedan kan man ändra lite som man vill och lägga till upp mot sex appar i Ipadens docka.